# Ordets makt och vanmakt
Ordets makt och vanmakt - Mitt skrivande liv är Jan Guillous självbiografi från 2009, utgiven på Piratförlaget.
Boken koncentrerar sig på att skildra Guillous yrkesliv som journalist och författare, samt berättar om hans erfarenheter som journalist på FiB/aktuellt på 1960-talet och den då nystartade Folket i Bild/Kulturfront på 1970-talet. Den omfattar även IB-affären och den efterföljande fängelsevistelsen, tiden på Rekord-Magazinet under 1980-talet. Boken berättar även om hur hans böcker kom till, bland annat serierna om Carl Hamilton och Arn Magnusson.